# 愛新覚羅溥儁
愛新覚羅 溥儁（あいしんかくら ふしゅん、満洲語: ᠠᡳᠰᡳᠨ ᡤᡳᠣᡵᠣ
ᡦᡠᠵᡳᠶᡡᠨ　転写：aisin-gioro pujiyūn、1886年（光緒12年）1月5日 - 1942年（民国31年））は、清の皇族。端郡王載漪の子。一時は皇帝に擁立され、その時の元号の「保慶」により保慶帝（ほけいてい）とも呼ばれるが、正式の皇帝とはみなされていない。

## 概要
西太后に気に入られ、13歳で光緒帝の皇太子に選ばれ、親元から離され紫禁城で教育を受けた。戊戌の政変後の1899年に西太后と栄禄により擁立されたが、内外の反発を受け、擁立からわずか3日後に玉座から引きずり下ろされた。そのため、即位のための儀式も行われておらず、正式には皇帝と認められていない。溥儁の擁立失敗後、光緒帝が帝位に復帰したが、溥儁は事実上の皇太子として遇された。
1902年、父の載漪が義和団の指導者であったことから、戦犯として載漪・溥儁父子は新疆省へ追放、溥儁の皇太子待遇も取り消された。追放先で結婚したが、その地に嫌気がさし、妻を連れて北京に戻った。そこで一変して阿片を吸い放蕩三昧の生活を送ったが、政変で官職を失い、年収が途絶え財産も底をついた。それでも生活態度は改まらず、息子夫婦の世話になっていたが、晩年は寝たきりとなり、日中戦争後に息子が漢奸の容疑で逮捕されると、貧窮のうちに1942年（一説に1946年）に亡くなった。享年59。
兄の溥僎の孫娘に高名な画家の愛新覚羅恒懿がおり、著書「世紀風雪 幻のラストエンペラー」で溥儁の追放とその後について記している。